# Сен-Ромен-д’Э
Сен-Роме́н-д’Э (фр. Saint-Romain-d'Ay, окс. Sant Romain d'Ai) — коммуна во Франции, находится в регионе Рона — Альпы. Департамент коммуны — Ардеш. Входит в состав кантона Сатийё. Округ коммуны — Турнон-сюр-Рон.
Код INSEE коммуны — 07292.

## Население
Население коммуны на 2008 год составляло 973 человека.
| 1962 | 1968 | 1975 | 1982 | 1990 | 1999 | 2008 |
| ---- | ---- | ---- | ---- | ---- | ---- | ---- |
| 475  | 483  | 520  | 574  | 660  | 775  | 973  |

## Экономика
В 2007 году среди 616 человек в трудоспособном возрасте (15—64 лет) 481 были экономически активными, 135 — неактивными (показатель активности — 78,1 %, в 1999 году было 73,2 %). Из 481 активных работали 434 человека (240 мужчин и 194 женщины), безработных было 47 (19 мужчин и 28 женщин). Среди 135 неактивных 53 человека были учениками или студентами, 42 — пенсионерами, 40 были неактивными по другим причинам.

## Достопримечательности
- Храм Нотр-Дам-д’Э с часовней XI века

## Фотогалерея
- Сен-Ромен-д’Э
- Сен-Ромен-д’Э
- Храм Нотр-Дам-д’Э
- Карта коммуны